# Elisabeth Eberl

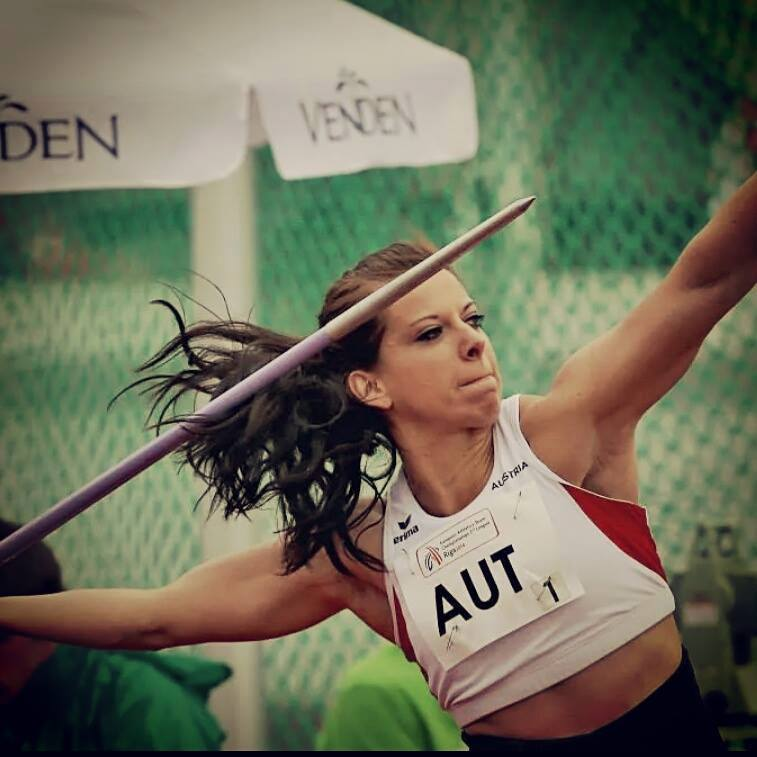
Elisabeth Eberl, 2014

Elisabeth Eberl (* 25. März 1988 in Graz) ist eine ehemalige österreichische Speerwerferin.
Bei den Leichtathletik-Weltmeisterschaften 2011 in Daegu und den Olympischen Spielen 2012 in London schied sie in der Qualifikation aus.
2013 gewann sie Bronze bei der Universiade in Kasan. Bei den Leichtathletik-Europameisterschaften 2014 in Zürich kam sie nicht über die erste Runde hinaus.
Bislang wurde sie viermal Österreichische Meisterin (2006, 2011, 2013, 2014). Ihre persönliche Bestleistung von 60,07 m stellte sie am 13. August 2011 in Lappeenranta auf.
Nach anhaltenden Knieproblemen beendete sie 2015 ihre Karriere. Sie ist nun im ÖLV als Nachwuchskoordinatorin tätig.